# Le Plateau
Pour les articles homonymes, voir Plateau.
Le Plateau  est une des communes de la ville d'Abidjan. Ancien quartier des Européens devenu quartier d'affaires, il rassemble la majeure partie des activités administratives et commerciales de la ville. La plupart des grandes firmes ivoiriennes ont leur siège social au Plateau.
Surnommé par certains Le Petit Paris ou Le Petit Manhattan, le Plateau avec ses tours et ses immeubles surplombe la lagune Ébrié. Depuis la création du quartier ferroviaire, pour accueillir le terminus de la ligne de chemin de fer Abidjan-Niger, le Plateau s'est rapidement développé pour devenir le centre administratif, commercial et financier de la Côte d'Ivoire, et occupe une place importante dans l'Afrique de l'Ouest.
On y trouve aussi le stade Félix Houphouët-Boigny et la cathédrale Saint Paul.
Une de ses caractéristiques étonnantes est d'accueillir des milliers de chauve-souris à la nuit tombée.

## Histoire
Avant l’arrivée des colons européens et avant que la ville d'Abidjan ne soit créée pendant le XXe siècle, le Plateau était le lieu d’habitat des Ébrié, et était occupé par quelques petits villages dont Anoumabo. Les Ébrié étaient à l'origine des  pêcheurs de la phratrie ébrié dénommée Bidjan.
La mission Houdaille, chargée de 1897 à 1899 de trouver un site plus favorable que celui de Grand-Bassam, découvre le Plateau et ses baies lagunaires.
En 1903, les travaux pour le chemin de fer et le lotissement du site de la future ville d'Abidjan commencent au Plateau sous la direction du ministère des colonies. Pendant plus de vingt ans, les villages locaux seront déplacés de l'autre côté de la lagune, tandis que les Européens ayant annexé le site du Plateau peuvent commencer à construire et étendre la ville européenne sur toute la langue de terre.
Le développement originel du Plateau suit ainsi un processus de création urbaine typique de l’époque coloniale, reposant sur le principe de la ségrégation raciale et résidentielle de par l'isolement et la protection du Plateau, entre lagune et camps militaires, par rapport aux villages autochtones, tenus à l’écart. L'objectif principal était de créer une ville forte, devant servir de tête de pont pour les échanges avec la France métropolitaine et avec l'extérieur. La ville d'Abidjan est ainsi née au Plateau en tant que ville européenne.
Le premier pont reliant le Plateau à Anoumabo (futur quartier de Treichville) est inauguré en 1931, et comprend une voie ferrée, une voie automobile et une voie piétonne. En 1933, les principaux bâtiments administratifs et religieux de la colonie (dont la première cathédrale Saint-Paul, construite en 1913) sont achevés au Plateau, 13 ans après qu'Abidjan soit devenue le chef-lieu de la colonie. Le Plateau est à ce moment déjà un centre-ville très actif.
Le développement moderne du Plateau a, par la suite, été déterminé par les derniers plans d'urbanisme pré-indépendance : le plan Badani de 1952, et le plan SETAP de 1960.

## Démographie
La commune du Plateau compte 7 186 habitants en 2021. Sa population a beaucoup diminué : entre 1985 et 2005, elle a perdu près de la moitié de sa population.

## Administration
Son maire actuel est Jacques Ehouo. Celui-ci fut élu en 2021 député de cette commune.

## Architecture
La commune du Plateau comporte de nombreuses tours de bureaux, hôtes de ministères et de plusieurs entreprises. Son architecture varie entre modernisme, pour certains monuments tels que la cathédrale Saint-Paul où le palais présidentiel et plusieurs autres édifices, et fonctionnalisme, pour la majorité des bâtiments. Le Plateau est un modèle de planification urbanistique typique des années 1960 et 70.

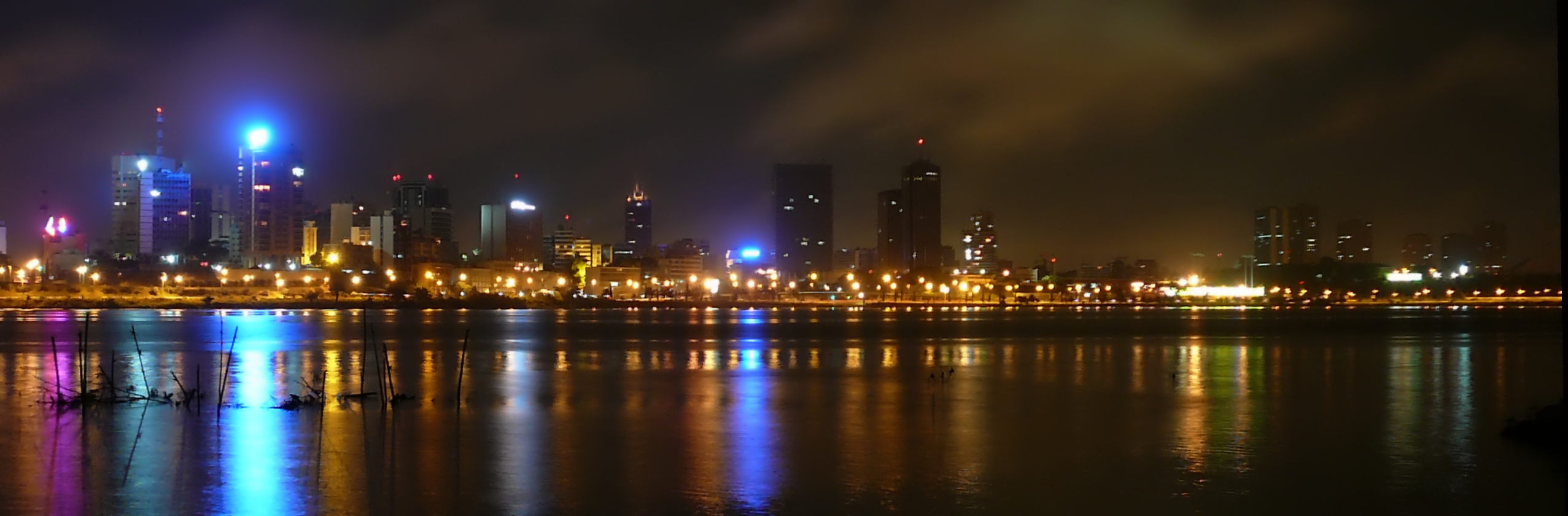
Panorama nocturne du Plateau, des tours donnant sur les ponts vers Treichville (à gauche) jusqu'à la cité administrative (à droite).

### Principaux gratte-ciel
| Nom                          | Hauteur | Étages | Date de livraison |
| ---------------------------- | ------- | ------ | ----------------- |
| Tour F (Cité Administrative) | +283, m | 64     | 2025              |
| Tour D (Cité Administrative) | +120, m | 30     | 1984              |
| Immeuble CCIA                | +116, m | 28     | 1982              |
| Tour Postel 2001             | +106, m | 26     | 1984              |
| Immeuble CAISTAB             | +105, m | 25     | 1984              |
| Tour E (Cité Administrative) | +100, m | 24     | 1984              |
| Tour C (Cité Administrative) | +100, m | 24     | 1984              |
| Immeuble SIB                 | +096, m | 23     | 1976              |
| Immeuble Verdier             | +095, m | 23     | 1976              |
| Résidence Atta               | +090, m | 24     | ??                |
| Immeuble SCIAM               | +087, m | 21     | 1975              |
| Immeuble de la BAD           | +082, m | 20     | 1976              |
| Immeuble el Nasr             | +078, m | 19     | années 1960       |
| La Pyramide                  | +062, m | 15     | 1973              |

## Galerie

Le Plateau dans la ville d'Abidjan.
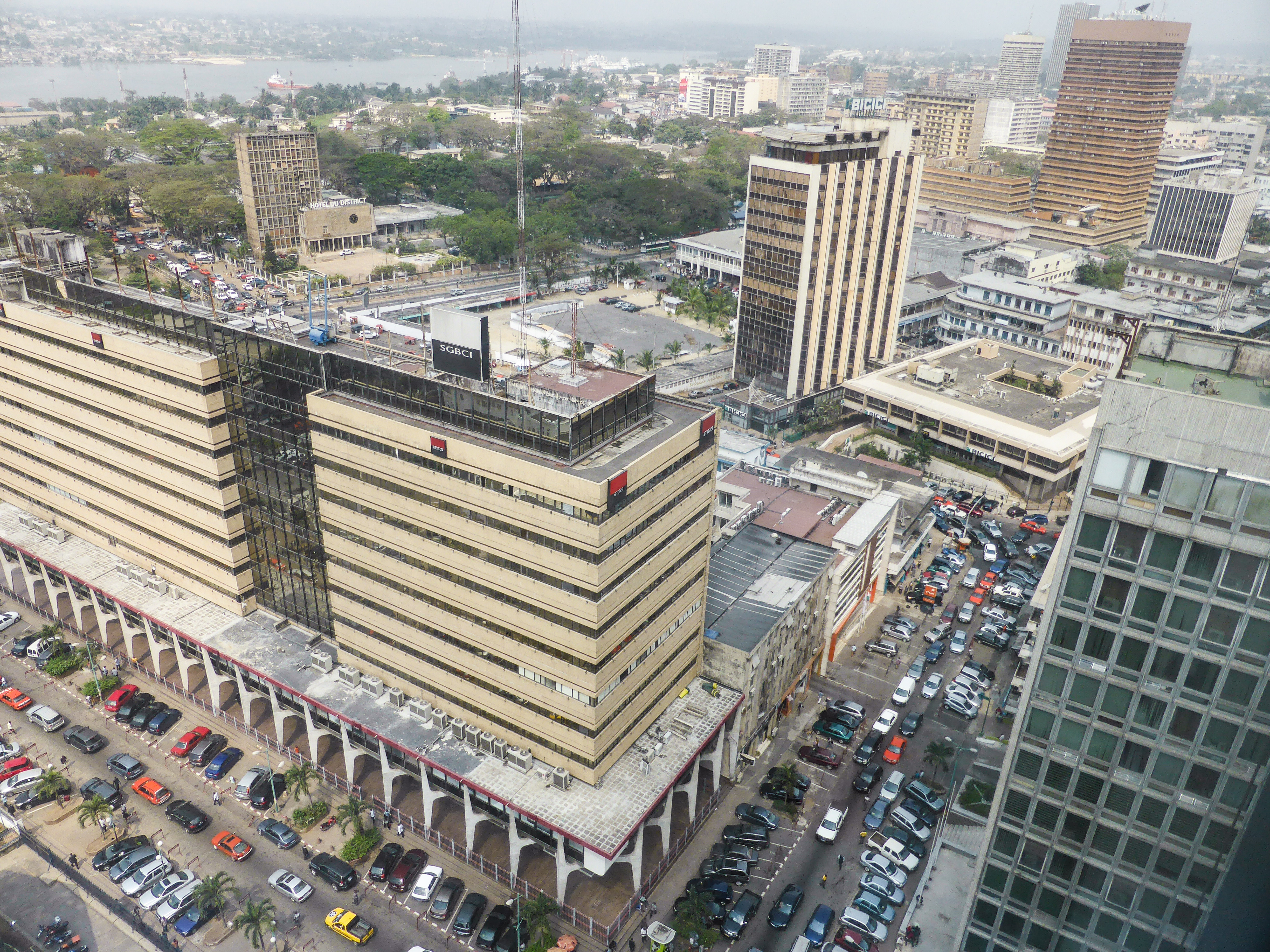
Le quartier financier, dans le sud du Plateau.
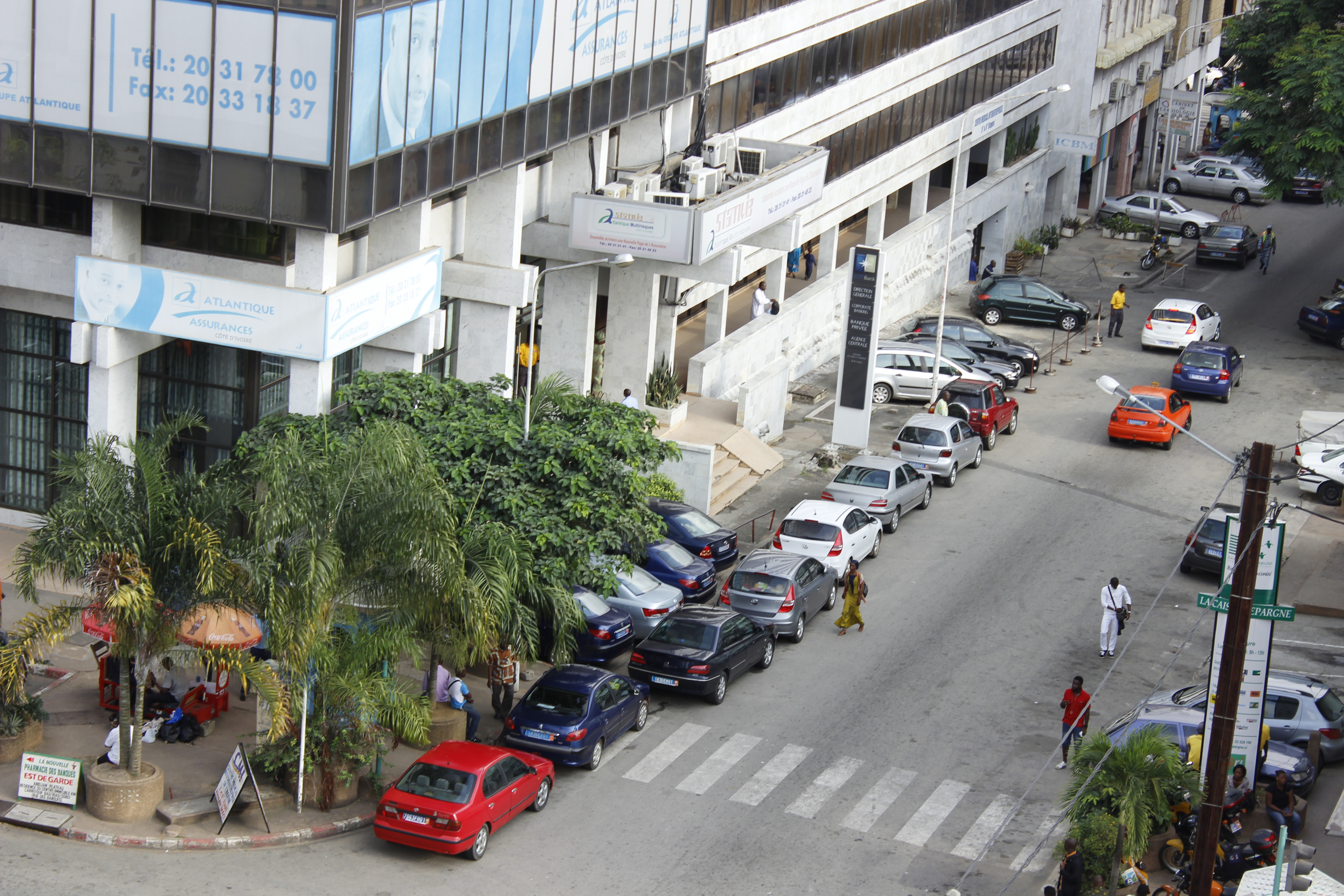
Une rue du Plateau
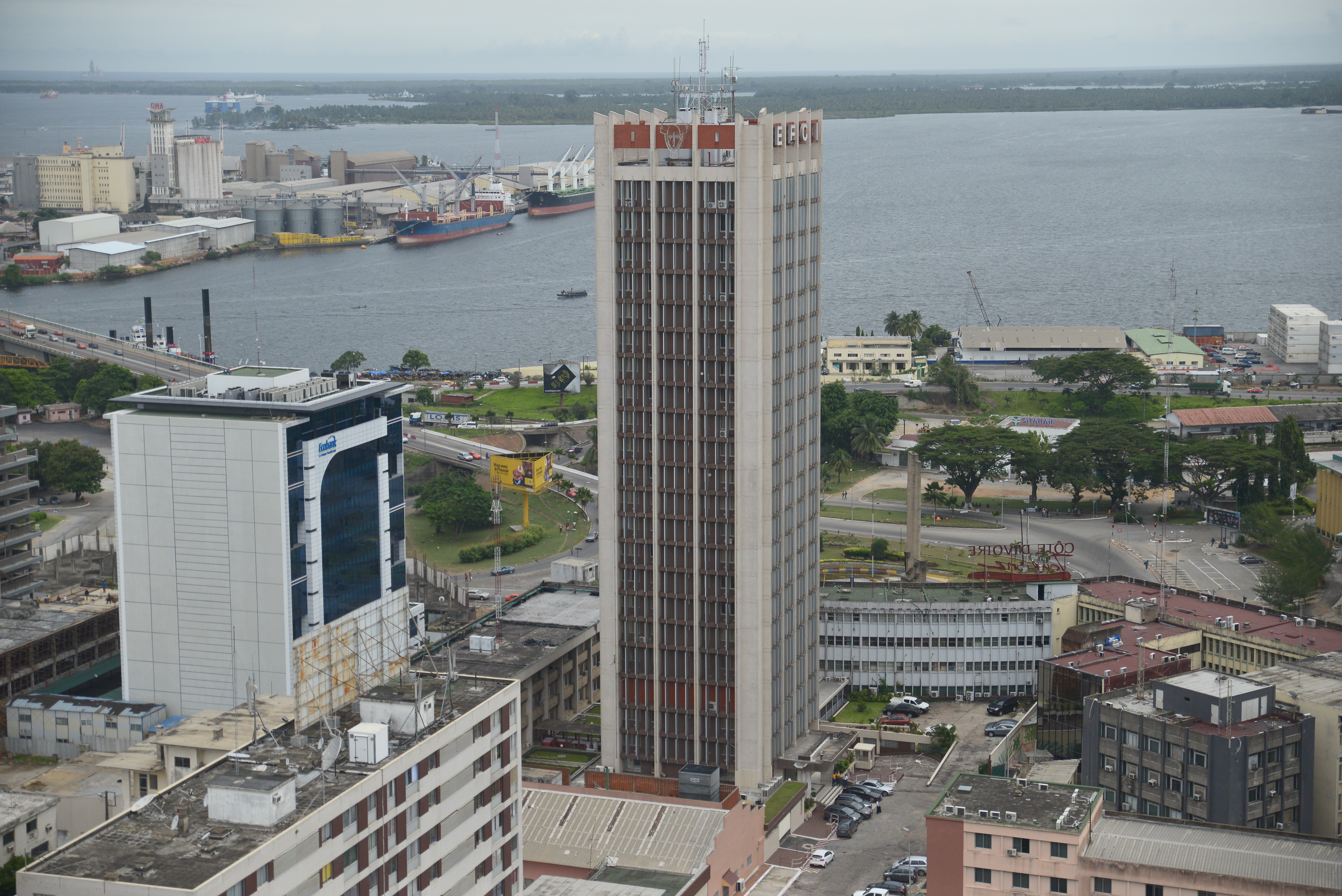
L'immeuble EECI, typique des années 1960. A côté, le siège local flambant neuf d'Ecobank.
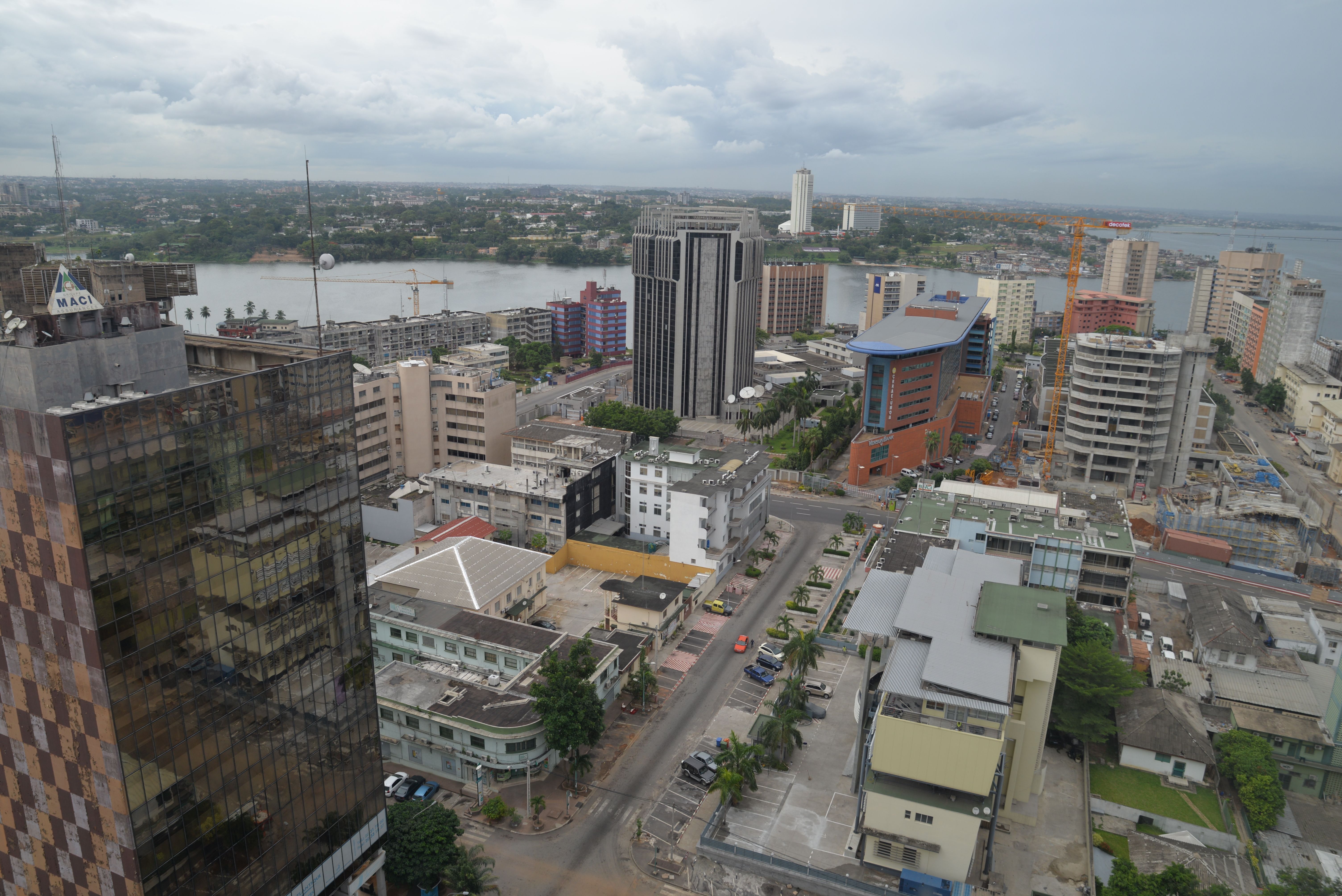
La partie sud-est du Plateau, à dominante commerciale.
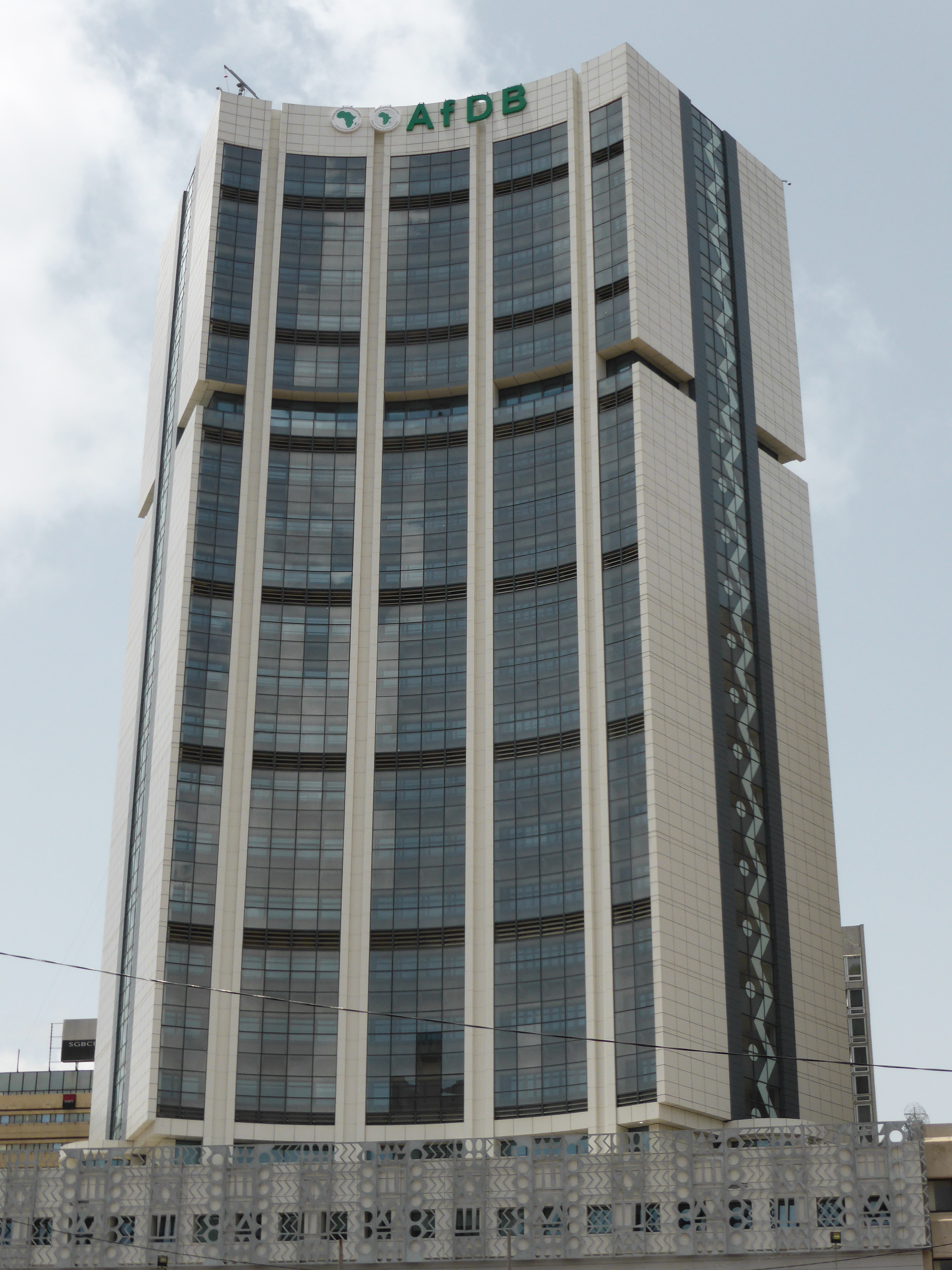
Le siège de la BAD, ornée de motifs abstraits africains.
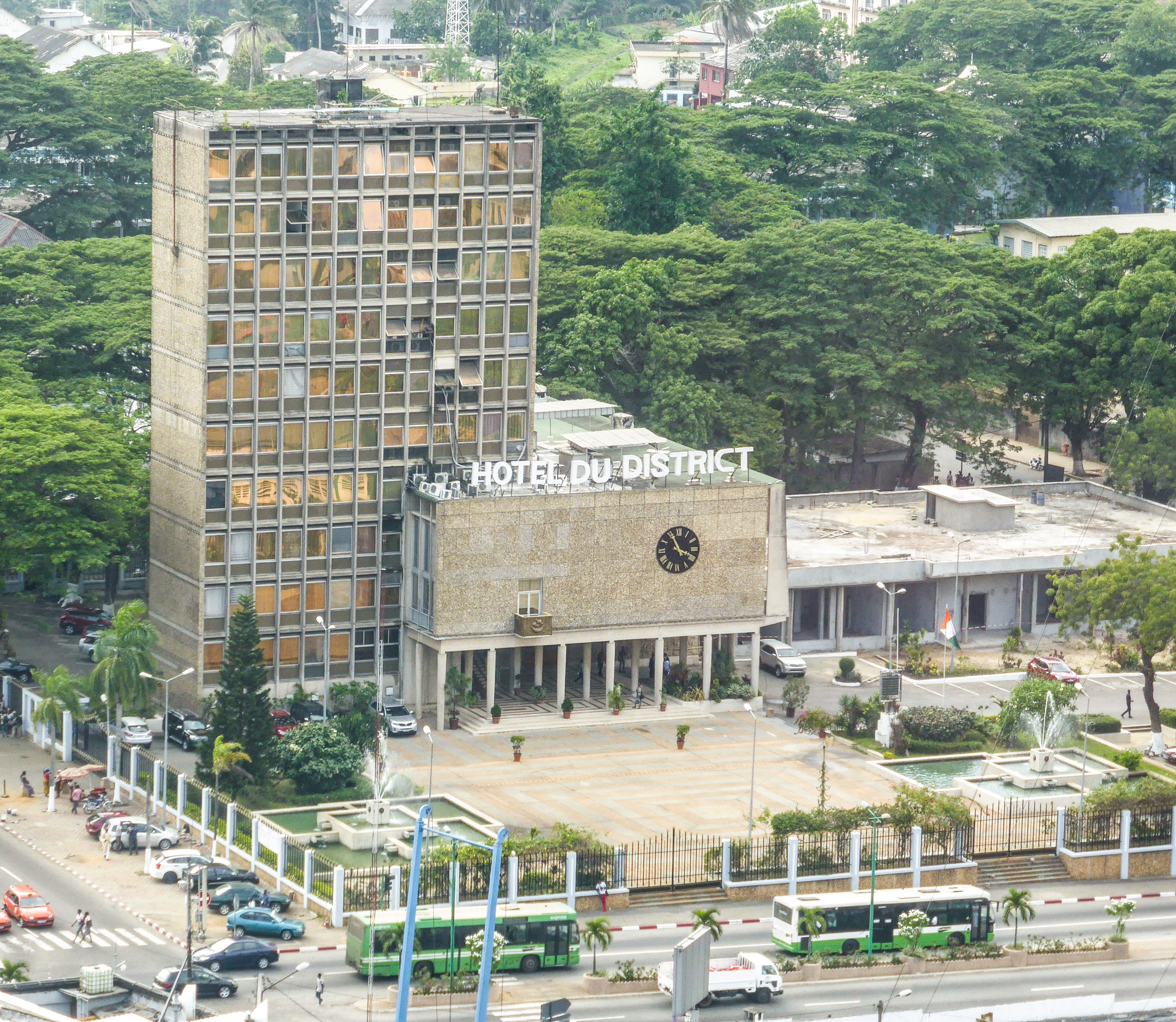
L'hôtel du district d'Abidjan.
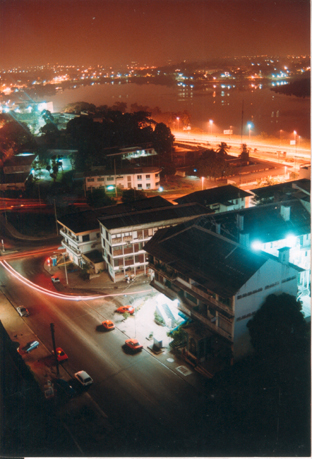
Le Plateau et la lagune, vue de l'immeuble Pyramide.
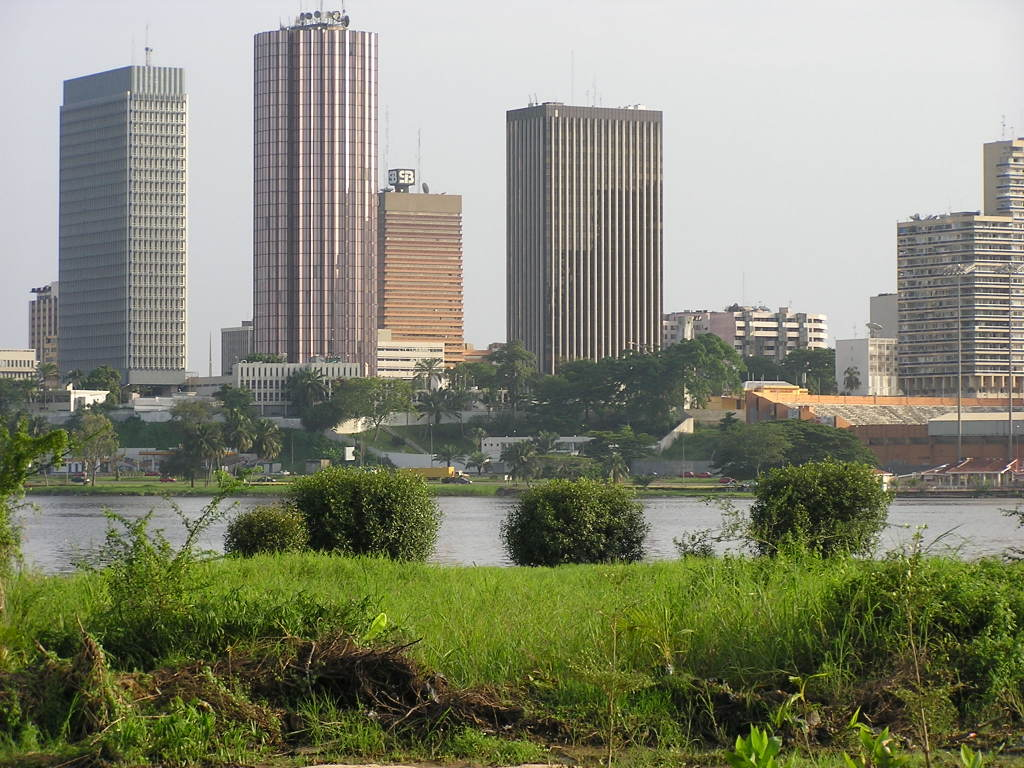
Les tours au pied du stade Félix Houphouët-Boigny.
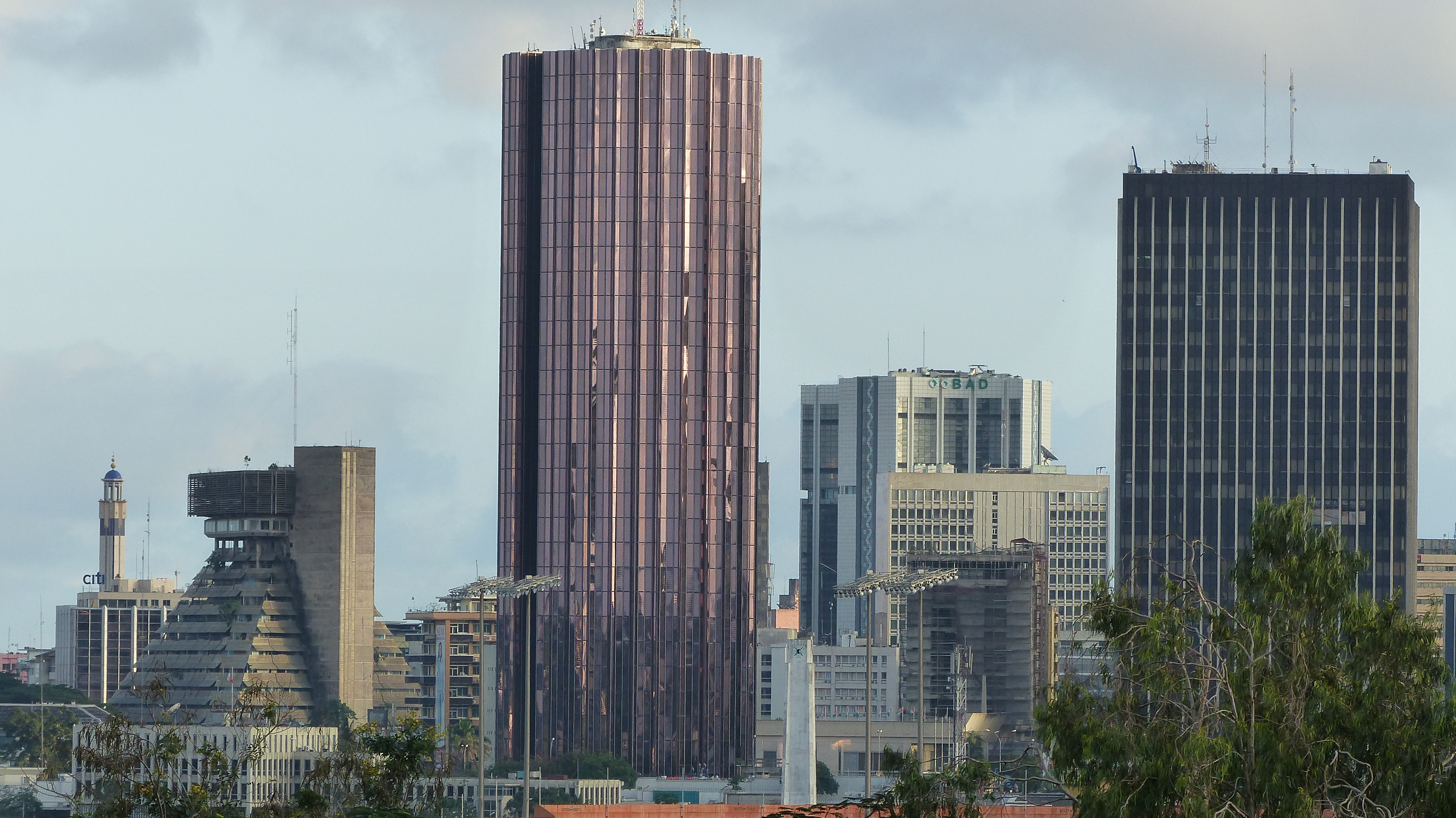

## Compléments